# Викерс F.B.19
Викерс F.B.19 (енгл. Vickers F.B.19) је британски лаки ловац који је производила фирма Викерс (енгл. Vickers). Први лет авиона је извршен 1916. године. 

Највећа брзина авиона при хоризонталном лету је износила 157 km/h.
Распон крила авиона је био 7,31 метара, а дужина трупа 5,54 метара. Празан авион је имао масу од 405 килограма. Нормална полетна маса износила је око 670 килограма. Био је наоружан са једним синхронизованим митраљезом Викерс (Vickers) калибра 7,7 mm.

## Наоружање
| Наоружање авиона: Викерс       |     |
| Ватрено (стрељачко) наоружање  |     |
| Топ                            |     |
| Митраљез                       |     |
| Број и ознака митраљеза        | 1   |
| Калибар                        | 7,7 |
| Бомбардерско наоружање (бомбе) |     |
| Ракетно наоружање (ракете)     |     |